# Provvidenza (Caltanissetta)

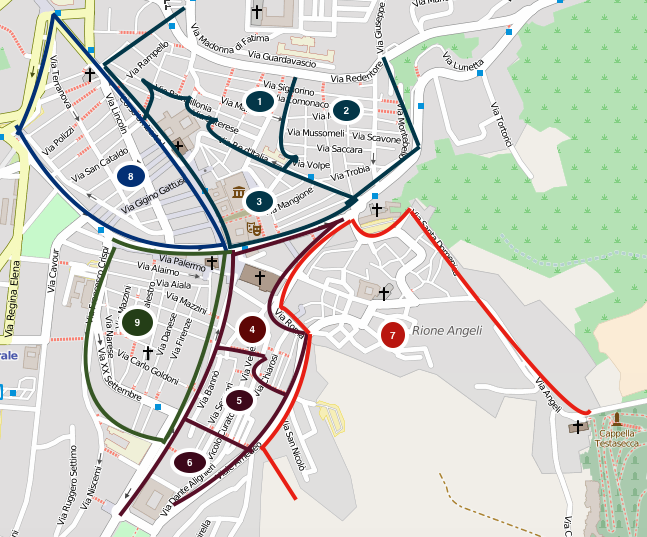
Quartieri e rioni del centro storico a CL

Il quartiere della Provvidenza di Caltanissetta, prende il suo nome dall'unica ed omonima chiesa posta nel punto più alto della collina, la chiesa di Santa Maria della Provvidenza; il quartiere è chiamato anche con il più antico nome di quartiere dei Zingari o seconda altra fonte quartiere degli zincàri talvolta anche quartiere dei Furchi.
Secondo una suddivisione del 2016 effettuata dall'Ufficio tecnico del Comune di Caltanissetta, esso ha una superficie complessiva di 69 348 m2, con 1 669 residenti al 2010.
Il quartiere oggi presenta gravi problemi di degrado per il progressivo l'abbandono edilizio subito a partire dagli anni 60.

## Storia
Al quartiere che, ben visibile, dominava la vecchia Caltanissetta spesso è associato il nome Furchi, nome che pare derivi dal fatto che nel quartiere, o nelle sue immediate vicinanze, venivano effettuale le esecuzioni capitali con la forca.
Non esistendo uno studio esaustivo e definitivo sull'origine storica della città e quindi dei suoi quartieri, non è possibile escludere diverse e contrastanti ipotesi storiografiche sul quartiere della Provvidenza e in definitiva della intera città.

### Ipotesi classica
L'ipotesi più nota e quella che storicamente ritiene che il quartiere più antico della città sia il quartiere di San Domenico, mentre il quartiere Zingari è successivo ad esso.
L'origine del nome Zingari, primo nome del quartiere, non è noto; anche se secondo una fonte del 1312, con esso viene indicato la presenza nella città di Caltanissetta di una comunità ebraica. 
Inoltre, secondo lo storico Giovanni Di Giovanni, vi era la presenza di una Giudecca, probabilmente posta fuori le mura civiche in un quartiere chiamato dai popolani "Quartiere degli Zingari".

Ipotesi della nascita cinquecentesca del quartiere è ripresa anche dallo storico Giuseppe Giugno, che sostiene che la nascita del quartiere ha nel 500 e negli anni successivi origine da:
(Giuseppe Giugno)
La studiosa nissena Zaffuto-Rovello cita come primo documento testimoniale del quartiere di una Confraternita la: Confraternita di S. Maria della Provvidenza, costituita nel 1547. Gli altri documenti citati nelle sue ricerca fanno riferimento a date successive.

Nel suo libro Nicolò Bucaria, Sicilia judaica Ed. Flaccovio 1996 a p. 44 cita testualmente: 
(Nicolò Bucaria)
Anche Luigi Santagati, altro studioso di cose nissene, si allinea a questa ipotesi di lavoro sull'origine e sulla presenza ebraica del sito della Provvidenza.

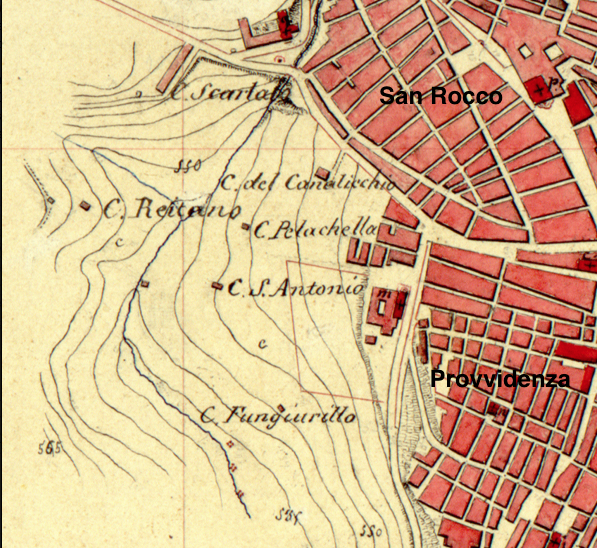
Dettaglio del catastale del 1864 dei margine occidentale dei quartieri Zincàri o Provvidenza e San Rocco; visibili il cassaro nisseno e le chiese di Sant'Antonino e di San Sebastiano

Secondo altra fonte il nome pare che derivi dagli "zincàri", artigiani che lavoravano il metallo e che popolavano il quartiere.

### Ipotesi II
Una seconda ipotesi, stravolge le "certezze storiche" più ampiamente note. Secondo questa ipotesi la presenza di ebrei nel quartiere della Provvidenza e la nascita del primo insediamento arabo, che è da sempre è accettata nel quartiere di San Domenico, va rivista.
Secondo lo studioso Giuseppe Saggio, che cita Iolanda Lima, infatti, la chiesa di Sant'Agata al Collegio fu costruita su una preesistente omonima chiesetta vicino all'insediamento ebraico a settentrione dell'insediamento medioevale. Ciò coerentemente con l'ipotesi che il nucleo medievale fosse situato nella collina della Provvidenza.
Le chiese di San Sebastiano e di Sant'Antonino con il convento dei padri Riformati (oggi ufficio tecnico delle provincia nissena) erano rispettivamente alla periferia nord e occidentale del quartiere provvidenza, coerentemente con un certo tipo di sviluppo urbanistico di tipo centripeto.
Inoltre l'ipotesi suggerita dal Paolo Barile (morto il 3 luglio 1890, rappresentante al parlamento di Sicilia nel 1848), secondo il quale il nucleo originario della città è nel quartiere di San Domenico o Angeli (vedi ipotesi I), è poco convincente; sempre secondo Giuseppe Saggio, per il fatto che lo sviluppo urbanistico della città nei secoli sarebbe avvenuto dal basso verso l'alto. Cosa assolutamente in contrasto con l'abitudine urbanistica consolidata di costruire nei paesi di collina in modo centripeto, partendo sempre da un luogo sopraelevato verso il basso, e non il contrario; e partendo sempre da un edificio topico come una chiesa un palazzo o un castello/fortezza. Inoltre, ad ulteriore conferma dell'ipotesi, il quartiere è circondato da chiese viciniore, di costruzione successiva al 1500, testimonianza di una centripeticità urbanistica, cosa che non è per il quartiere Angeli.
Altro elemento che fa pensare che la Provvidenza non sia il luogo occupato dalle famiglie di ebrei è dato dalla circostanza che si stimano, dai documenti dell'epoca, non più di 70 persone ebree; troppo poche per occupare una giudecca di circa 7 ettari di quartiere come suggerirebbe lo stesso Barile.
Inoltre, nel 1647 sono state vendute e quindi urbanizzate le mura di cinta della città dell'epoca secondo le cronache documentali. Queste mura sono verosimilmente, secondo lo studioso Saggio, alla periferia della collinetta della Provvidenza, dove se ne notano ancor oggi le tracce; tra le quali una torre di epoca duecentesca. Tracce non presenti nel quartiere Angeli.
Ancora, l'orientamento degli edifici secondo un asse Nord-Sud con strade perpendicolari è tipico dell'urbanistica araba come testimonia l'urbanistica di Palermo dove, infatti, dalla via del Cassero, la più antica Via della città (oggi Via Vittorio Emanuele), si diramano le varie strade secondarie o darbi che si innestavano a questa ortogonalmente e che poi vanno a intricarsi nel territorio terminando negli aziqqa, vicoli ciechi tipici del centro cittadino.
Similmente a Palermo, anche Caltanissetta ha il suo "Cassaro" che è: Via Berengario Gaetani detta "u Cassariddu" l'unica strada assolutamente rettilinea del centro nisseno su cui poi si svilupperà il quartiere di San Rocco dopo il 1500. Così anche la Via della "strata e fondachi" (dall'arabo suq al-Fudak) oggi Corso Vittorio Emanuele II, perpendicolare alla prima come è nell'urbanistica araba palermitana. Inoltre, queste Vie sono vicine alla Provvidenza ma assolutamente lontane dal quartiere Angeli o di San Domenico.

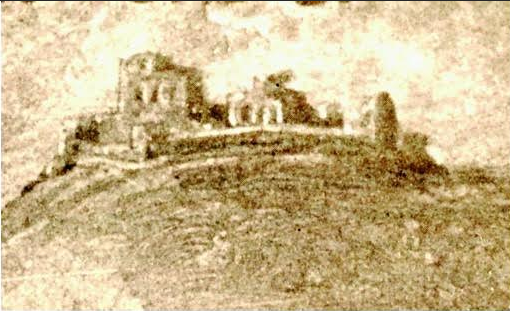
Disegno E. Danti 1580-81-Musei Vaticani

Ma l'elemento più convincente a sostegno di questa seconda ipotesi è il fatto che il Castello di Pietrarossa fu distrutto dal rovinoso terremoto del 1567 ben 13 anni prima la pubblicazione di un disegno che si trova nei Musei Vaticani da sempre ritenuto ascrivibile al Castello di Pietrarossa, ma che in realtà indicherebbe una cittadella cintata con due complessi disposti secondo l'asse Est-Ovest ritenuta, sempre come sostiene Giuseppe Saggio, riferibile all'attuale quartiere Provvidenza.

## Struttura
Il quartiere si estende per circa 7 ettari, costruito su un rilievo (altopiano) di una collinetta con ampi dirupi laterali su cui oggi sorgono diverse scalinate d'accesso.
Esso ha una forma grossolanamente quadrangolare ed è delimitato per due lati da via XX Settembre, da un lato da Corso Umberto I fino alla piazza Garibaldi e poi per l'ultimo lato da via Palermo e da un breve tratto corso Vittorio Emanuele.
Esso è uno dei quattro quartieri antichi di Caltanissetta insieme al quartiere di San Rocco con il quale delimita il margine occidentale della città e ancora il quartiere della Badia o Santa Croce ed il quartiere di San Domenico-San Francesco.

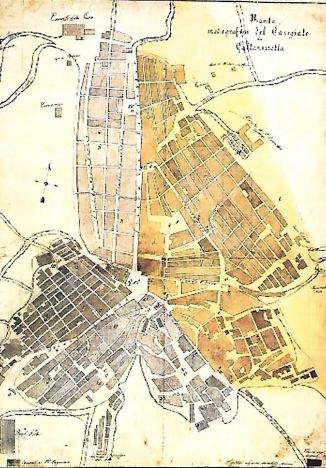
Antica mappa borbonica di Caltanissetta degli inizi 800
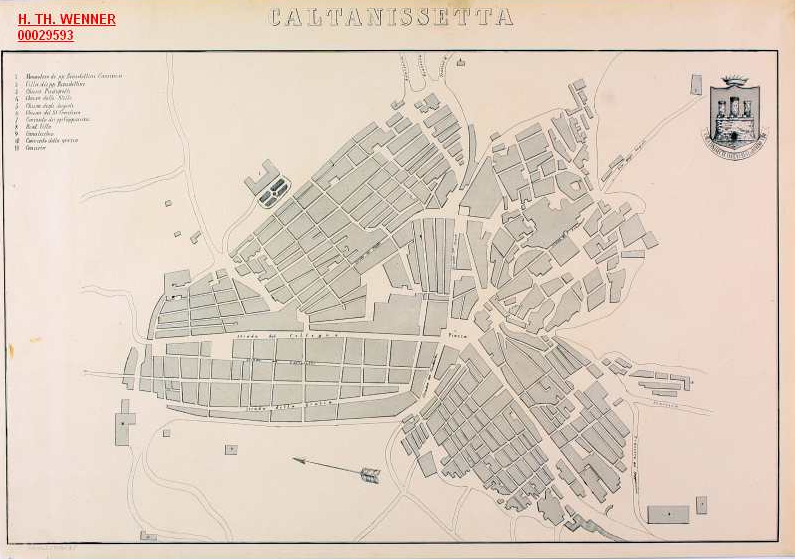
Antica mappa borbonica di Caltanissetta ante unità d'Italia
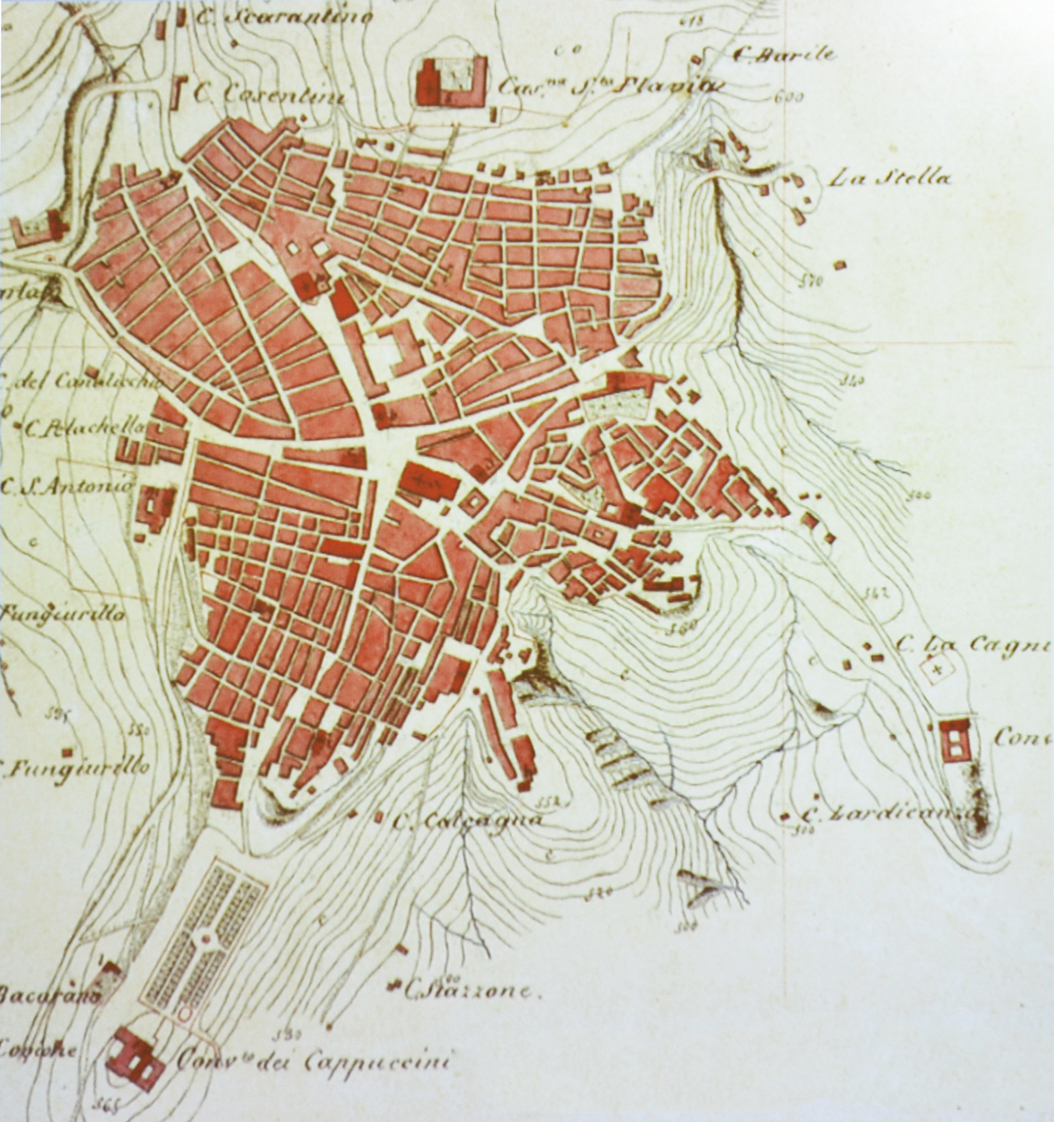
Antica mappa di Caltanissetta inizi 1864
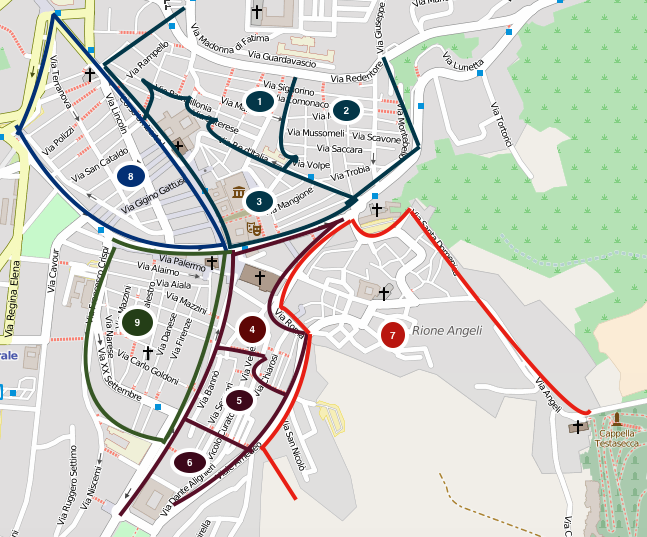
Quartieri e rioni a Caltanissetta oggi

## Conservazione
L'intero quartiere e molte delle sue case sono abbandonate e degradate, sono queste circa 350 edifici pari al 45% del totale abitativo del quartiere, tanto che alcune sono crollate ed interi isolati sono stati chiusi e transennati. 
Da tempo la città di Caltanissetta aspetta una recupero urbanistico dello storico quartiere, che è stato abbandonato progressivamente a partire dagli anni 60. 
Nel 2014 avrà inizio un progetto di recupero di alcuni edifici con il “Progetto Pilota Provvidenza” che prevede la collaborazione del Comune e dell'istituto delle case popolari.
Secondo alcuni questa sarà l'occasione per snaturare, con un intervento urbanistico non conservativo, l'antico ghetto ebraico di epoca cinque-seicentesca.

## Monumenti

### Religiosi
L'unica chiesa e struttura religiosa è la chiesa Santa Maria della Provvidenza che si distingue per il fatto che domina tutto il quartiere e quindi la città antica intera con il suo campanile. Pregevole la elegante scalinata semicircolare in pietra bianca che è prospiciente la Via Goldoni.

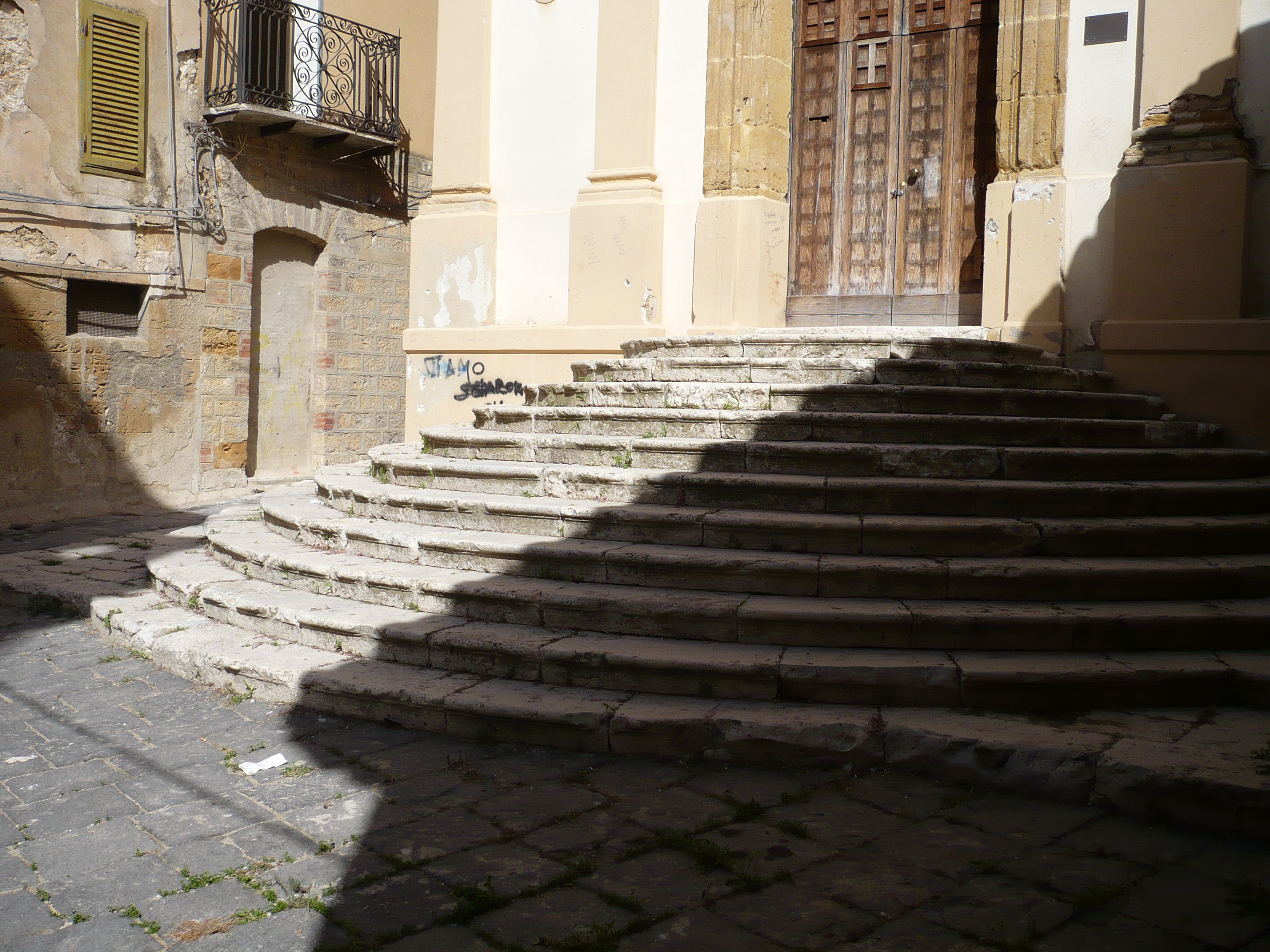
Scalinata e portone della Chiesa della Provvidenza a Caltanissetta
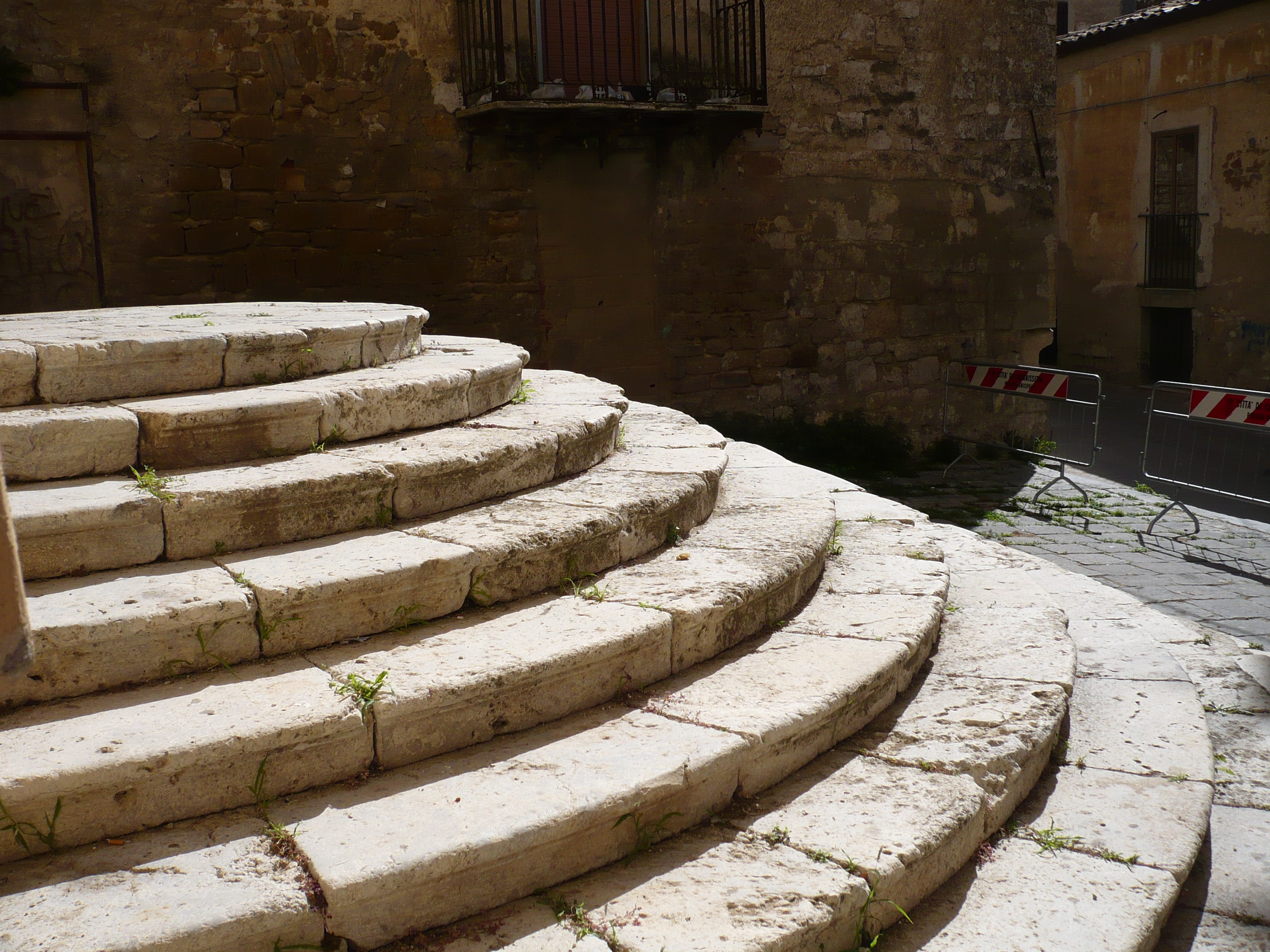
Scalinata della Chiesa della Provvidenza, particolare
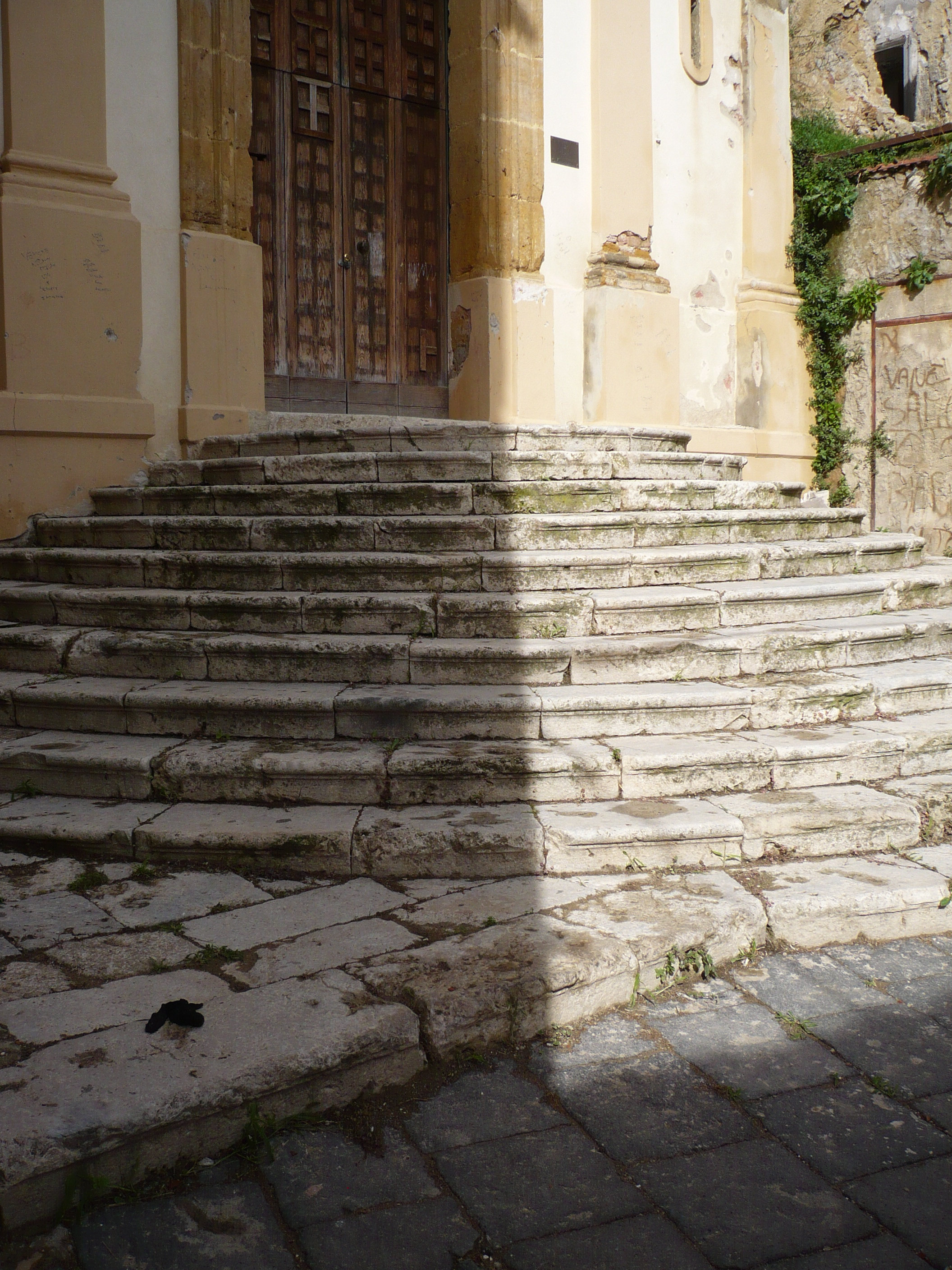
Scalinata e portone della Chiesa della Provvidenza
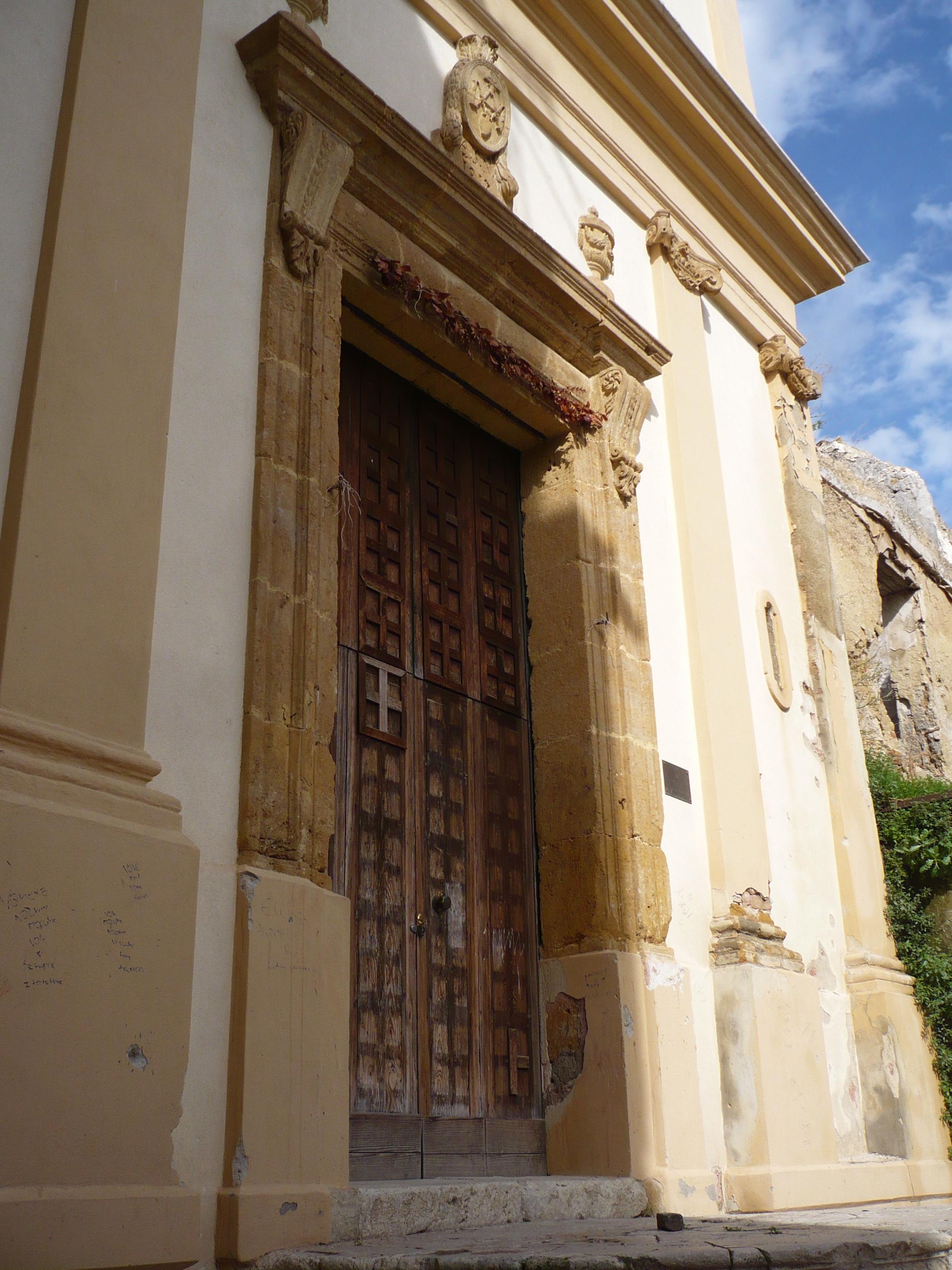
Portone della Chiesa della Provvidenza
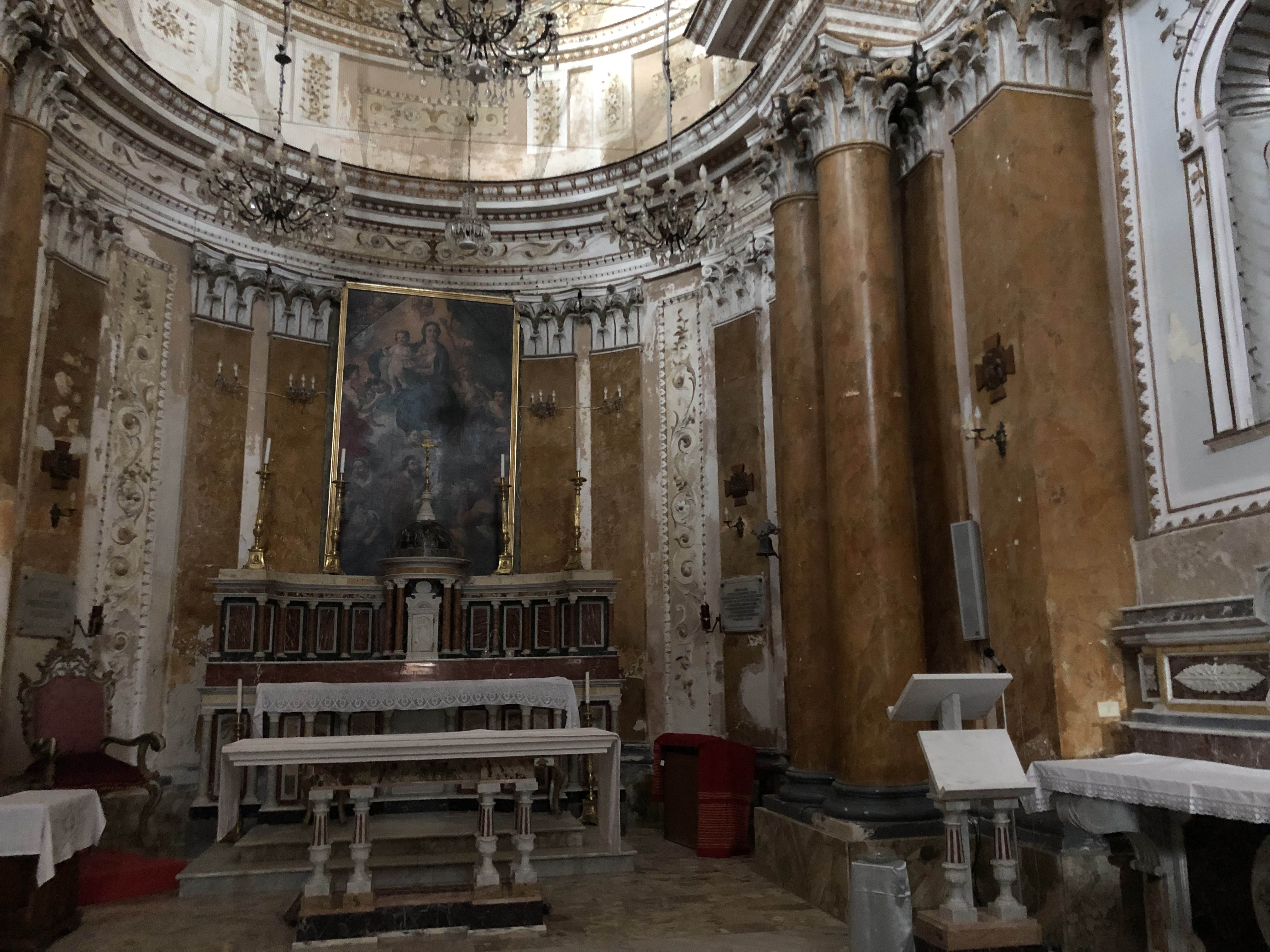
Navata e altare della chiesa della Provvidenza
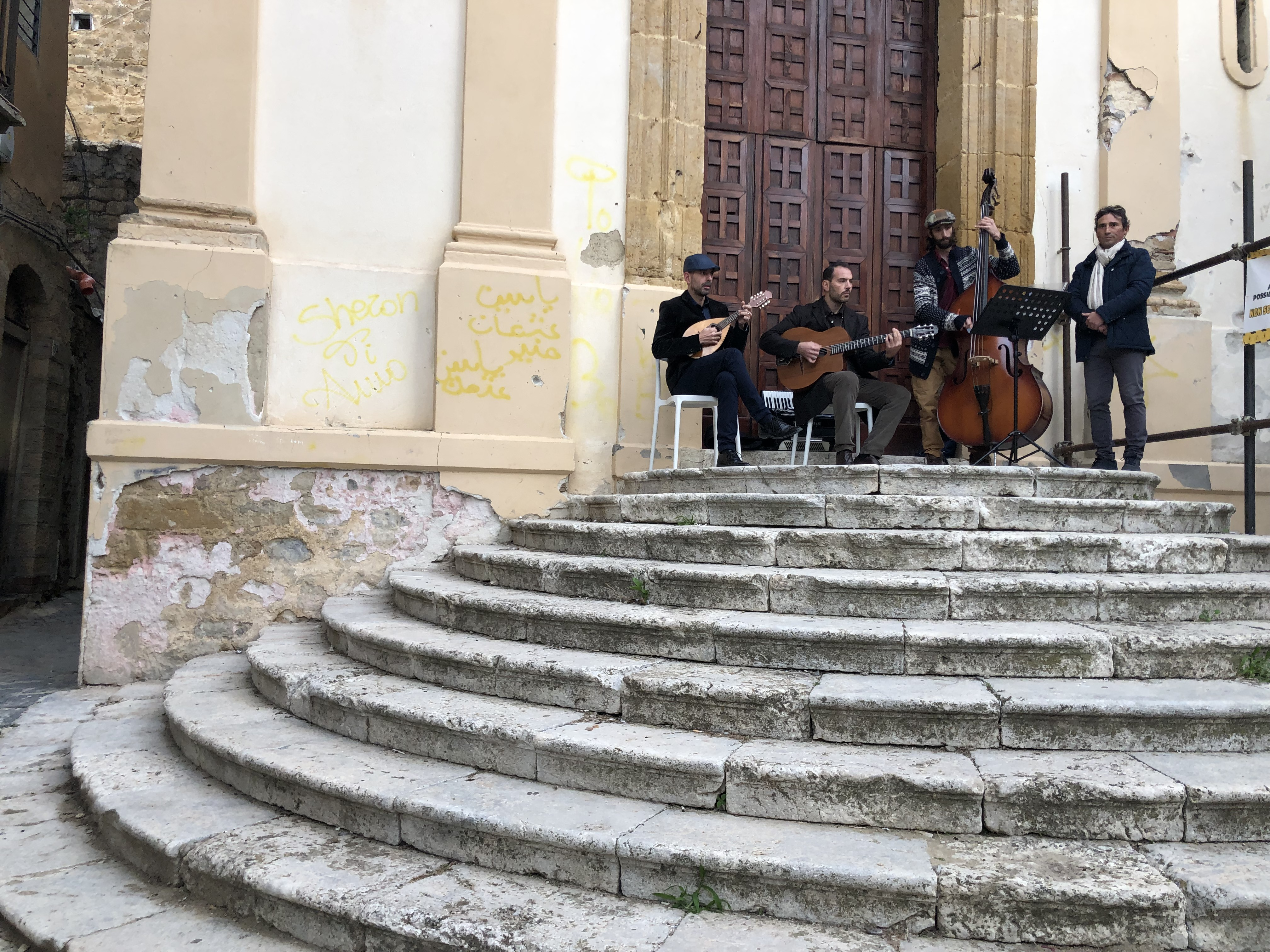
Gruppo ensemble sulla scalinata della chiesa della Provvidenza nell'ottobre 2021

### Civili
Si affaccia su corso Umberto I l'imponente palazzo nobiliare della famiglia Trigona della Floresta, di recente restituito alla sua originale bellezza.

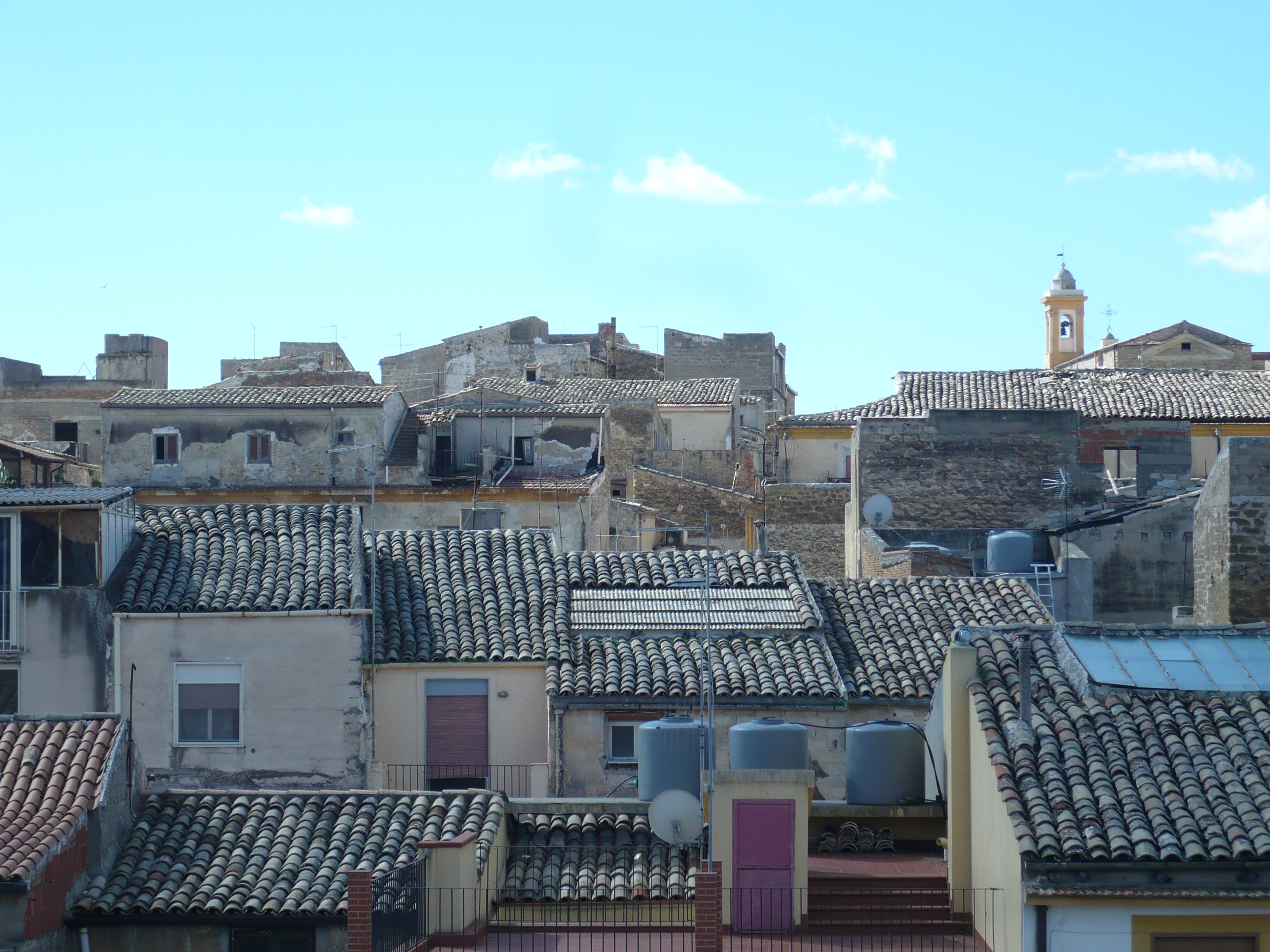
Vista dall'alto sui tetti del quartiere Provvidenza a Caltanissetta, a destra è visibile il campanile e il timpano posteriore della chiesa della Provvidenza
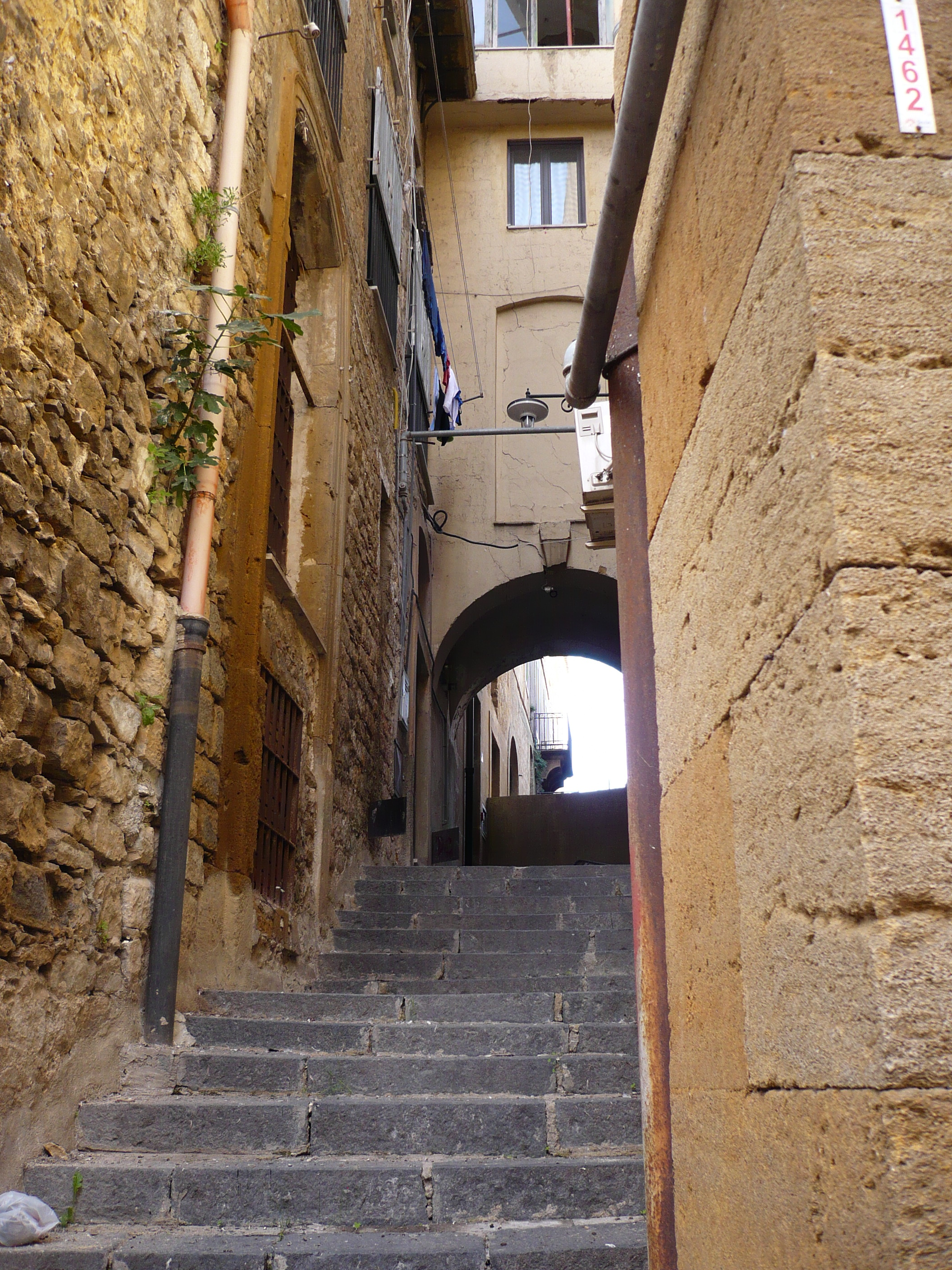
Scalinata di Via Mazzini vista dal Corso Umberto I a Caltanissetta
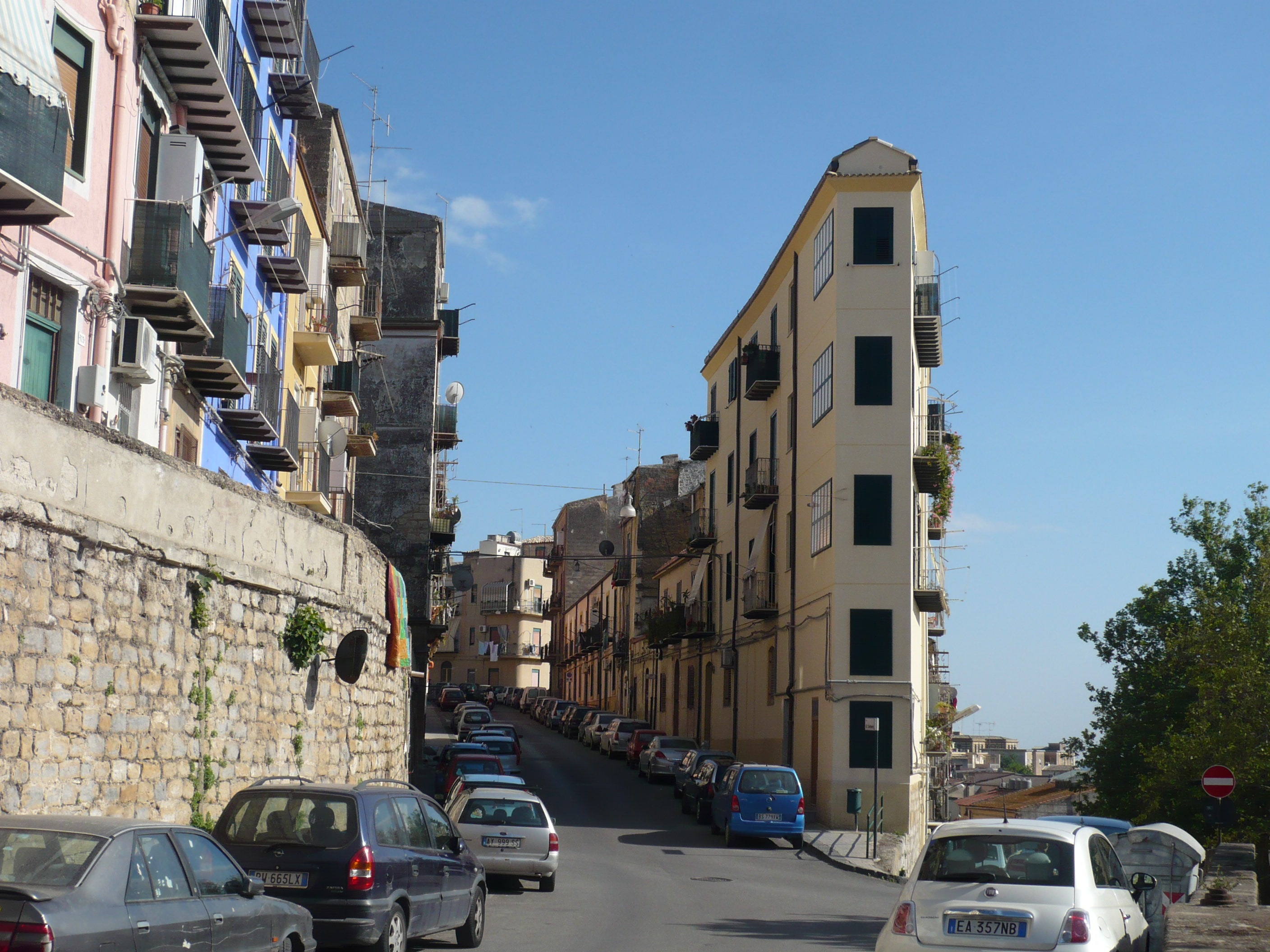
Vista di via XX Settembre a Caltanissetta, con a sinistra case del quartiere provvidenza
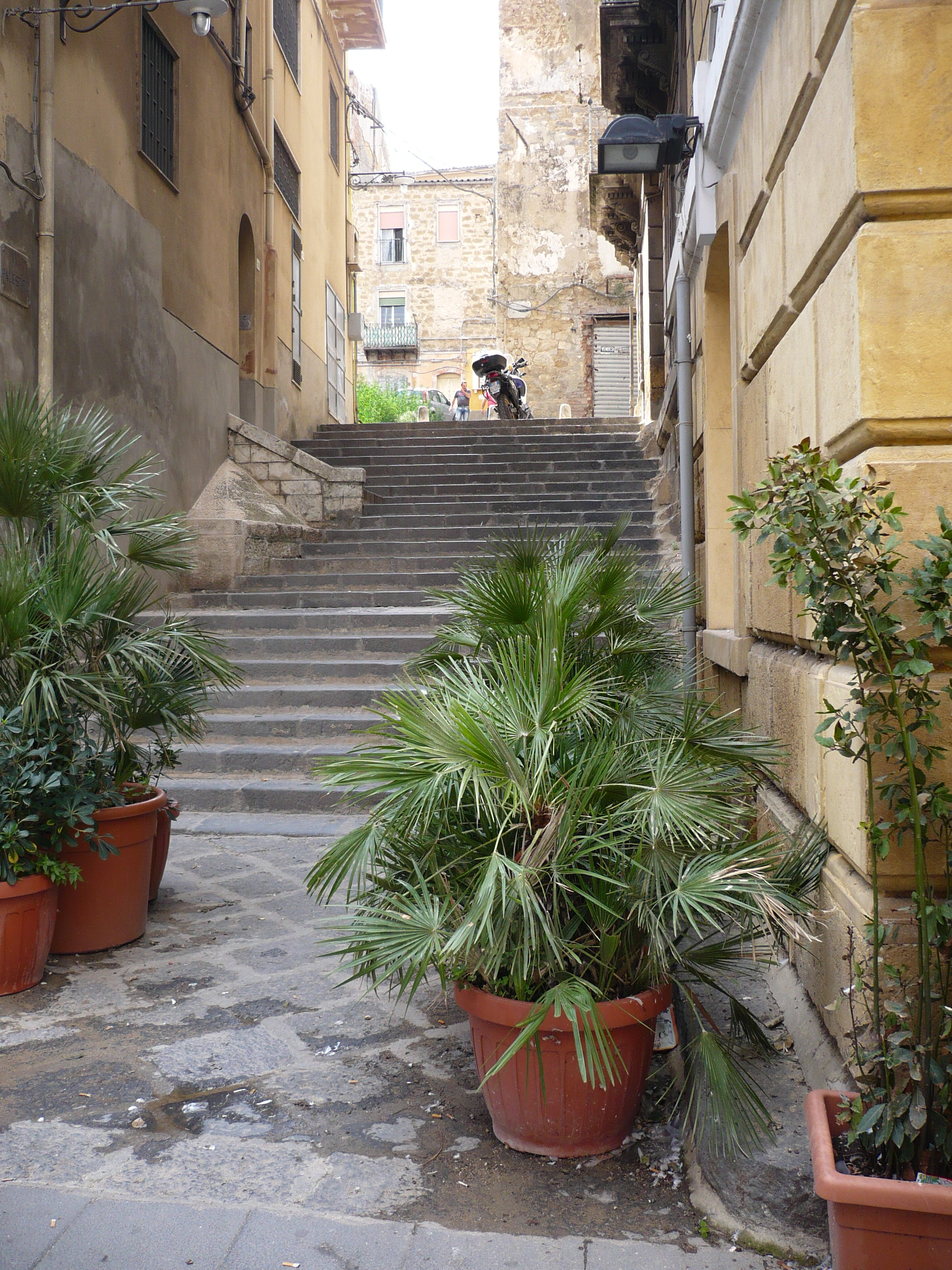
Scalinata di Via Palestro da Corso Vittorio Emanuele a Via Alaimo
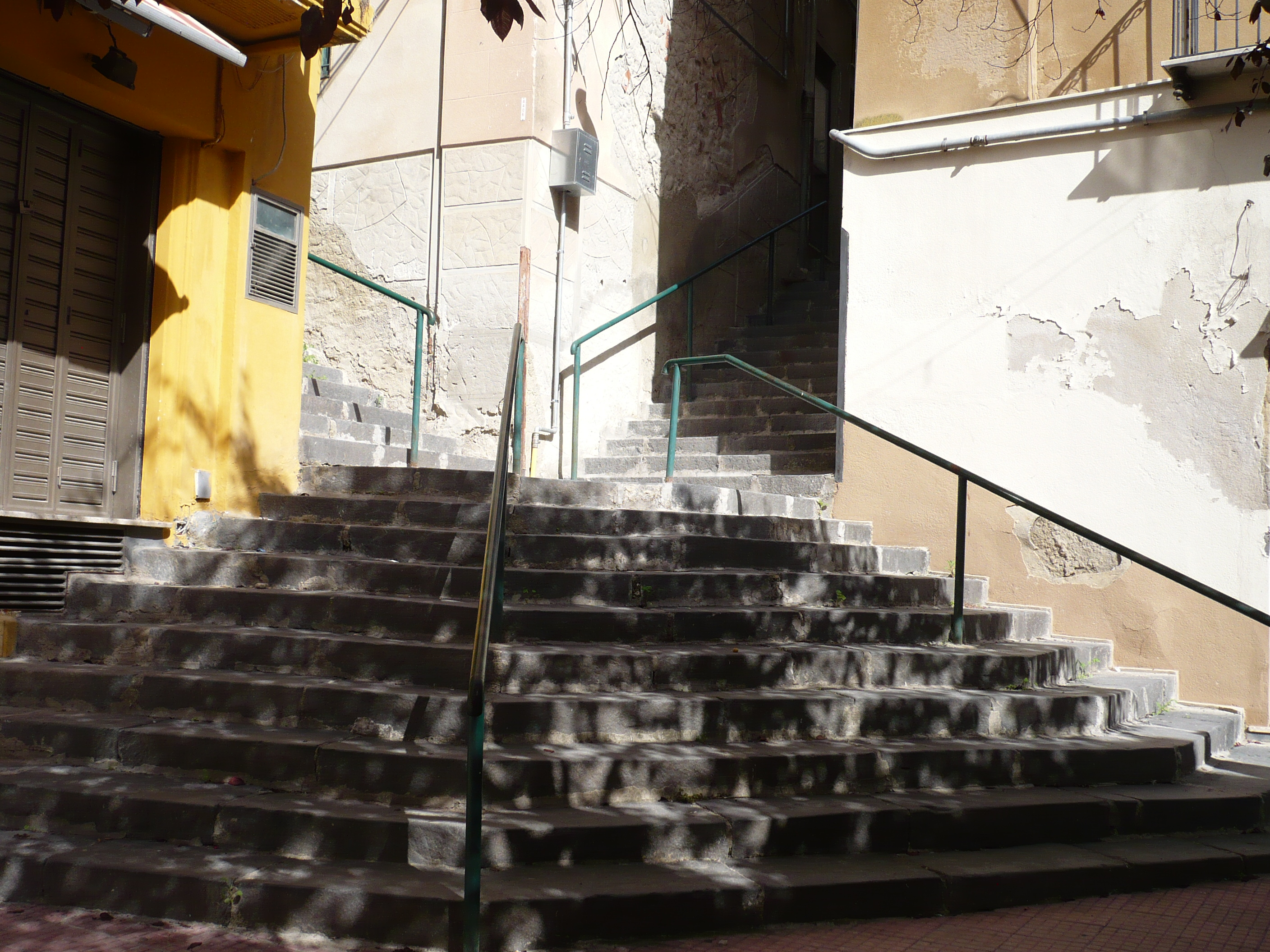
Scalinata di Via Castrogiovanni vista da Corso Umberto I a Caltanissetta
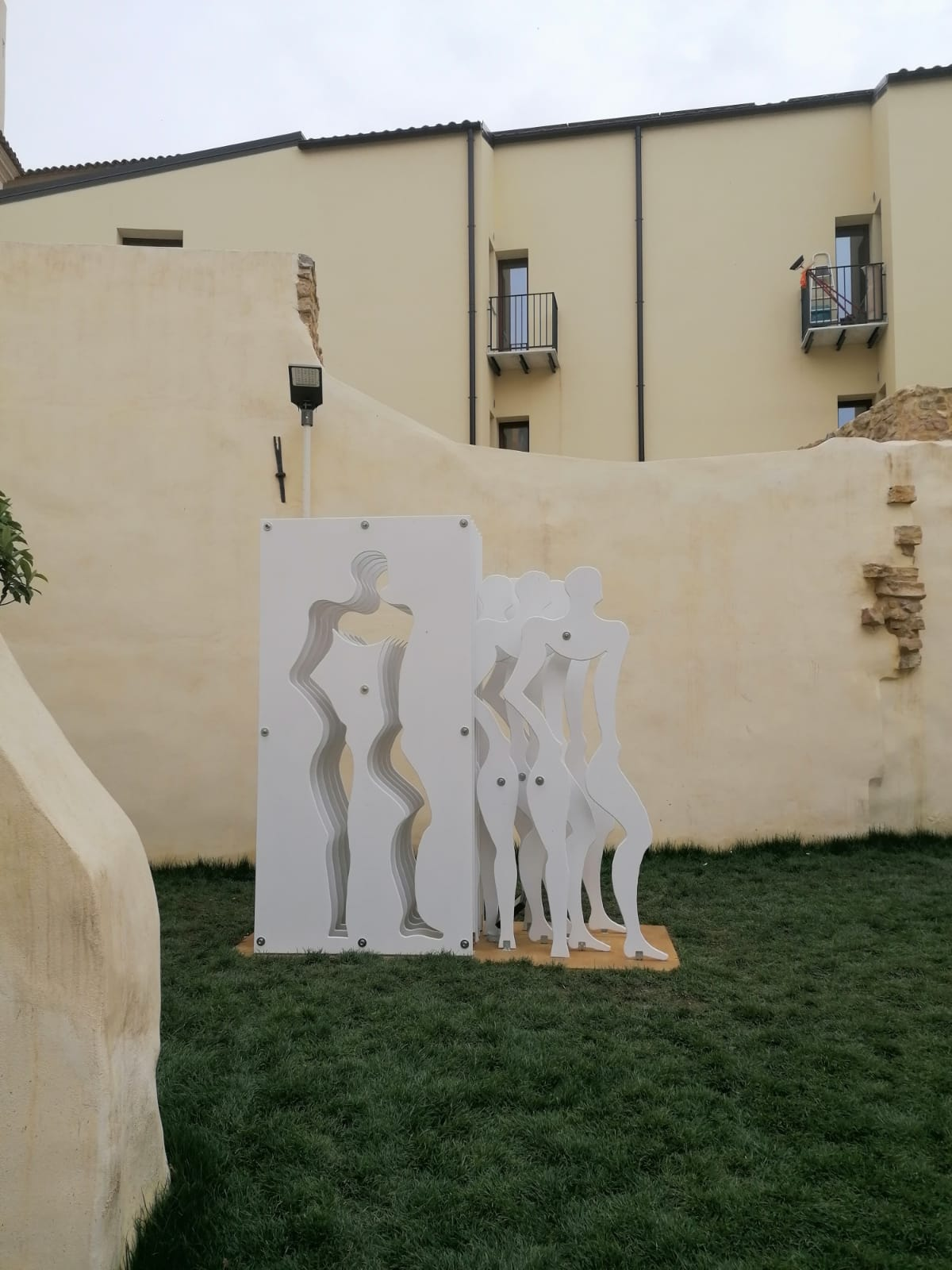
Monumento: "Fuori dagli schemi"